# برنامج الكشافة الممتد
برنامج الكشافة الممتد أحد برامج الكشافة، الذي خصص للشباب من ذوي الاحتياجات الخاصة، كان يسمى في الأصل (بالفرنسية: Scouts Malgré Tout)‏، وهو المسمى الفرنسي لعبارة «كشافة برغم كل شيء». ويهدف البرنامج إلى تلبية تفويض مؤسس حركة الكشافة روبرت بادن باول بأن يصبح البرنامج «متاحًا للجميع».
ينضم العديد من الشباب من ذوي الاحتياجات الخاصة إلى المجموعات الكشفية بشكل منتظم، وهناك بعض المنظمات التي تقدم برنامجًا موازيًا صمم خصيصًا لهؤلاء الأعضاء. على سبيل المثال، تمتلك جمعية الكشافة في المملكة المتحدة مجموعات كشفية في جميع أنحاء البلاد. وقد سُمي قسم برنامج الكشافة الممتد في هولندا "Blauwe Vogels" (الطائر الأزرق) تيمنًا باسم مسرحية الطائر الأزرق للكاتب موريس ماترلينك. وسُمي قسم برنامج الكشافة الممتد الخاص بـ كشافة ومرشدات فلاندرز أكابي "AKABE"، وهو اختصار للعبارة الهولندية (Anders KAn BEst) وهي (الحق الكامل في الاختلاف).

## وصلات خارجية
- Extension Scouting in Queensland, Australia
- Extension Scouting in Hong Kong